# L'ambasciatore (film 1936)
L'ambasciatore è un film del 1936 diretto da Baldassarre Negroni al suo ultimo film.
La pellicola è tratta dalla commedia musicale di Francesco Pasinetti e Roberto Zerboni, a sua volta basata sulla commedia teatrale Le Diplomate di Eugène Scribe e Germain Delavigne.

## Trama
XVIII secolo. Il Granduca di Modena, per combinare il matrimonio tra l'Infanta Cristina e il Duca Paolo, suo nipote ed erede al trono, invita a corte l'ambasciatore di Spagna. Si presenta contemporaneamente l'ambasciatore del re di Sassonia per cercare di concludere le nozze tra il giovane Duca e la Principessa di Sassonia. I due ambasciatori indugiano in combattimenti verbali per portare a buon fine i loro propositi, nel frattempo la figlia dell'ambasciatore spagnolo ama riamata il cavaliere Lelio di Sant'Elmo, non ha però l'approvazione del genitore. La serie degli equivoci e delle schermaglie è infinita finché il giovane Lelio risolve tutti i problemi diplomatici convincendo l'ambasciatore di Spagna, del quale si è guadagnato la fiducia, a concedergli in sposa la figlia, dopo avere rivelato che il Duca Paolo è già sposato.

## Produzione
Venne girato negli stabilimenti di produzione SAFA. Del film non esiste una copia nemmeno presso la Cineteca Nazionale.

## Accoglienza

### Critica
- "Realizzato dal conte Negroni - vecchia volpe della cinematografia - L'ambasciatore è caratterizzato da un dinamismo che, in parte, supplisce alla pesantezza della trama [...] La rivelazione di questa pellicola è Maurizio D'Ancora, che dimostra di possedere spiccate doti di comicità.[..] Ottimi gli esterni, buona la fotografia, discreto il commento musicale [...] Nel complesso un buon film." (Anonimo, Il Popolo d'Italia, 18 luglio 1936)
- "In realtà troppo lungo, il film ha il difetto di voler spiegare tutto, anche le cose che guadagnerebbero tanto ad essere solo accennate. Manca cioè il chiaroscuro, il detto e non detto, la malizia: per una commedia settecentesca mancano insomma troppe cose essenziali. Ma certi duetti fra i due ambasciatori e la risoluzione dell'imbroglio sono garbati." (Vice, Il Messaggero, 3 settembre 1936)